# Emanuel de Witte

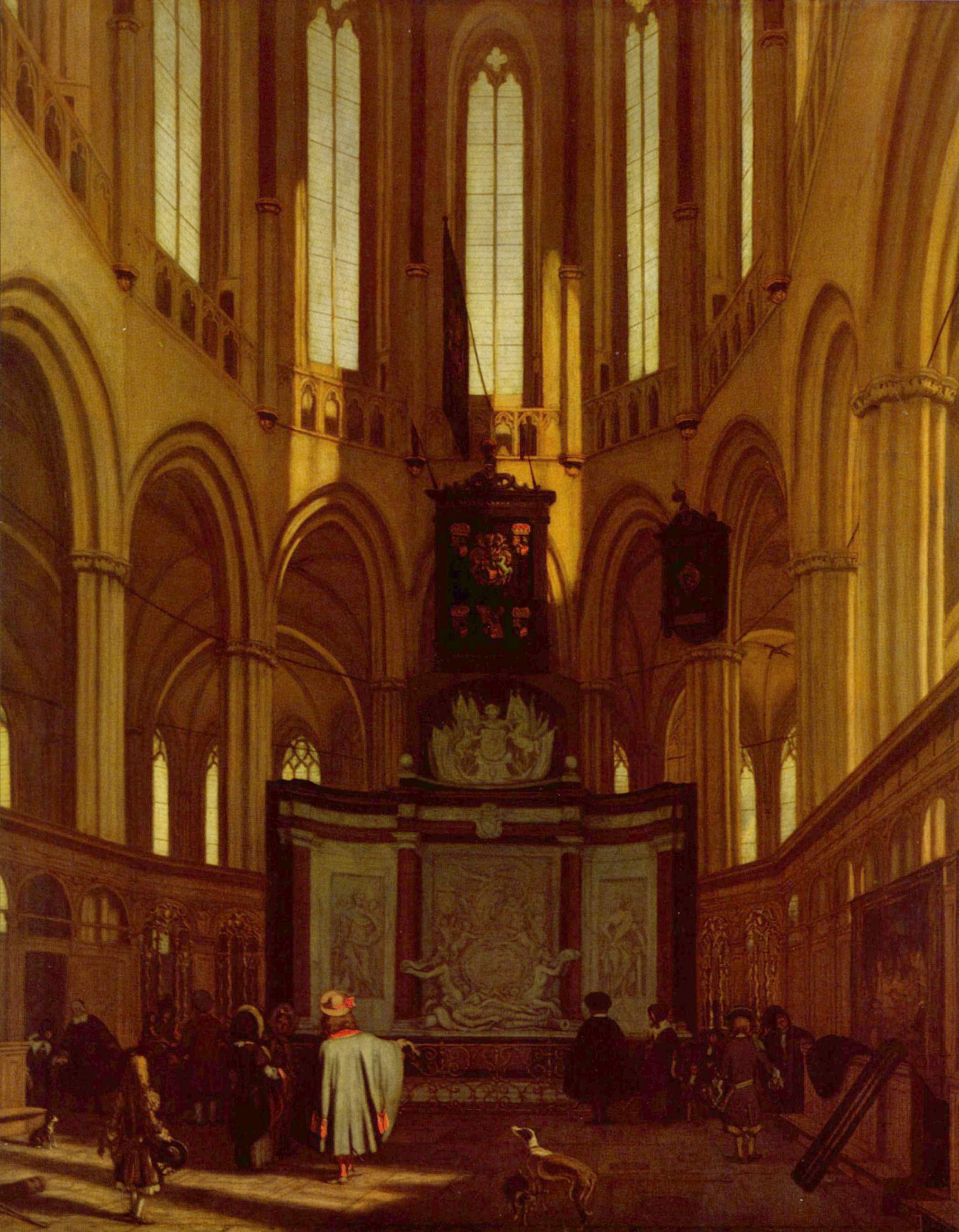
Chor der Neuen Kirche in Amsterdam

Emanuel de Witte (* um 1617 in Alkmaar; † 1692 in Amsterdam durch Suizid) war ein niederländischer Maler.

## Biografie
Emanuel de Witte war der Sohn eines Lehrers und trat 1636 in die Malergilde von Alkmaar ein. Bald darauf ging er nach Rotterdam und war von etwa 1641 bis 1649 in Delft tätig. Anschließend nahm er dann seinen Wohnsitz in Amsterdam.
De Witte war ein ausgezeichneter Architekturmaler, der hauptsächlich das Innere von reformierten und katholischen Kirchen Hollands, seltener Ansichten von Straßen und Plätzen malte. Bilder von ihm, deren Hauptreiz in der feinen Lichtwirkung liegt, befinden sich in den Museen von Amsterdam, Brüssel, Berlin (Die Synagoge von Amsterdam), Braunschweig, Hamburg, Rotterdam (Der Amsterdamer Fischmarkt) und Weimar.
Nach einem von Sorgen, Streit, Prozessen, Provokationen, Erniedrigungen und vom frühen Tod zweier Ehefrauen verdüsterten Leben beging er 1692 in Amsterdam Suizid.

## Werkauswahl

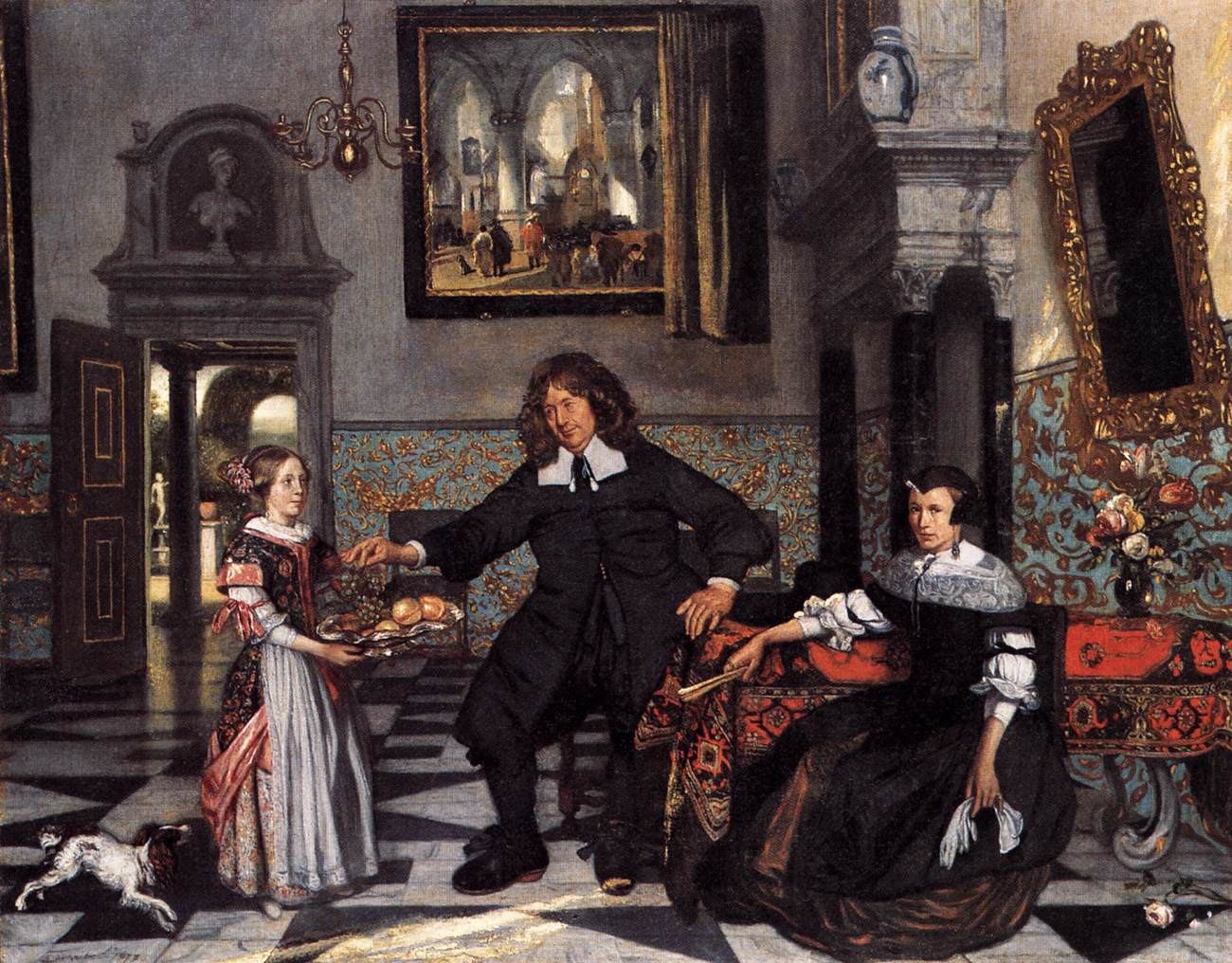
Portrait einer Familie in einem Interieur (1678), Alte Pinakothek. Ilse Manke, die Verfasserin der bisher einzigen Monographie über Emanuel de Witte identifizierte in den dargestellten Personen die Familie von Pieter de Graeff, seine Ehegattin Jacoba Bicker und deren gemeinsame Tochter Agneta de Graeff.

- Amsterdamer Oude Kerk während der Predigt, um 1660, Leinwand, 79 × 64 cm. London, National Gallery.
- Delfter Nieuwe Kerk, 1656, Leinwand, 97 × 85 cm. Lille, Palais des Beaux-Arts de Lille.
- Delfter Oude Kerk während der Predigt, 1651, Holz, 59 × 43 cm. London, Wallace Collection.
- Die Amsterdamer Börse, 1653, Holz, 49 × 48 cm. Rotterdam, Museum van der Vorm.
- Fischmarkt, 1672, Leinwand, 68 × 76 cm. Rotterdam, Museum Boymans-van Beuningen.
- Innenansicht einer Synagoge, um 1680, Holz, 55 × 45 cm. Ehemals: Berlin, Kaiser-Friedrich-Museum.
- Interieur, um 1660, Leinwand, 77 × 104 cm. Rotterdam, Museum Boymans-van Beuningen.
- Jupiter und Merkur bei Philemon und Baucis, 1647, Holz, 54 × 62 cm. Delft, Stedelijk Museum Het Prinsenhof.
- Klassizistische katholische Kirche, 1685, Leinwand, 67 × 56 cm. Zürich, Kunsthaus.
- Palazzo in einer italienischen Stadt: Phantasieansicht von Rom, 1664, Leinwand, 67 × 67 cm. Sankt Petersburg, Hermitage.
- Innenansicht der Nieuwe Kerk in Delft, 1644, Öl/Leinwand, 78,9 × 67 cm, Residenzgalerie Salzburg